# Boulevard de Stalingrad (Nantes)
Pour les articles homonymes, voir Boulevard de Stalingrad.
Le boulevard de Stalingrad est une voie de Nantes, en France, située dans le quartier Malakoff - Saint-Donatien.

## Situation et accès
Le boulevard longe la voie ferrée menant à la gare de Nantes. Il est relié à l'ouest au cours John-Kennedy, et à l'est au boulevard Ernest-Dalby.

## Origine du nom
À sa création, en 1847, la voie est appelée « avenue de la Gare » ou « boulevard de la Gare », puis est renommée le 31 décembre 1856 « boulevard de Sébastopol » du nom du siège de Sébastopol qui prit fin le 8 septembre 1855. Après la Seconde Guerre mondiale, le conseil municipal décide de lui attribuer le 8 février 1946 son nom actuel, qui fait référence à la bataille de Stalingrad qui se déroula entre 1942 et 1943.

## Historique

### Création
L'espace occupé par l'actuel boulevard est, jusqu'au milieu du XIXe siècle, une zone humide, l'orée de la prairie de Mauves. Au nord de cette partie humide s'étendent des zones cultivées. La route la plus proche est la rue de Richebourg, prolongée par le chemin de Toutes-Aides (devenu depuis la rue d'Allonville).
L'arrivée du chemin de fer à Nantes bouleverse le site. La gare de Nantes (dite alors « gare d'Orléans »), desservie par la ligne de Tours à Nantes, est implantée au niveau de la rue Stanislas-Baudry, sur des terrains remblayés, gagnés sur les marécages. L'étier de Mauves, qui est le prolongement du ruisseau du Sail (ou Seil) qui prend sa source à Sainte-Luce-sur-Loire, et occupait le tracé du boulevard, est déplacé au sud des emprises ferroviaires via un canal faisant de celui-ci une « gare d'eau ». Cet ouvrage rejoignait le canal Saint-Félix au niveau de l'actuelle rue de Lourmel.
Même chose pour le quai Richebourg (actuelle allée Commandant-Charcot), qui glisse vers le sud et est élargi. Sur les plans de 1849, une nouvelle voie apparaît au nord de la gare. Elle longe la voie ferrée jusqu'au ruisseau du Gué-Robert, à la limite avec la commune de Doulon. Elle est alors désignée sous le nom de « rue latérale projetée ». Lorsqu'elle est réalisée, elle est cantonnée, comme le quai de Richebourg, à un rôle d'accès à la gare et aux ateliers de fabrication attenants. L'est du site est encore entouré d'espaces cultivés, peu urbanisés. Encore en 1854, la voie porte le nom de « rue latérale », soulignant sa subordination à la gare. La rue n'est d'ailleurs encore bordée au nord que par la minoterie Dagault, à son extrémité nord-ouest, et par des zones cultivées.

### Implantation de la manufacture des tabacs

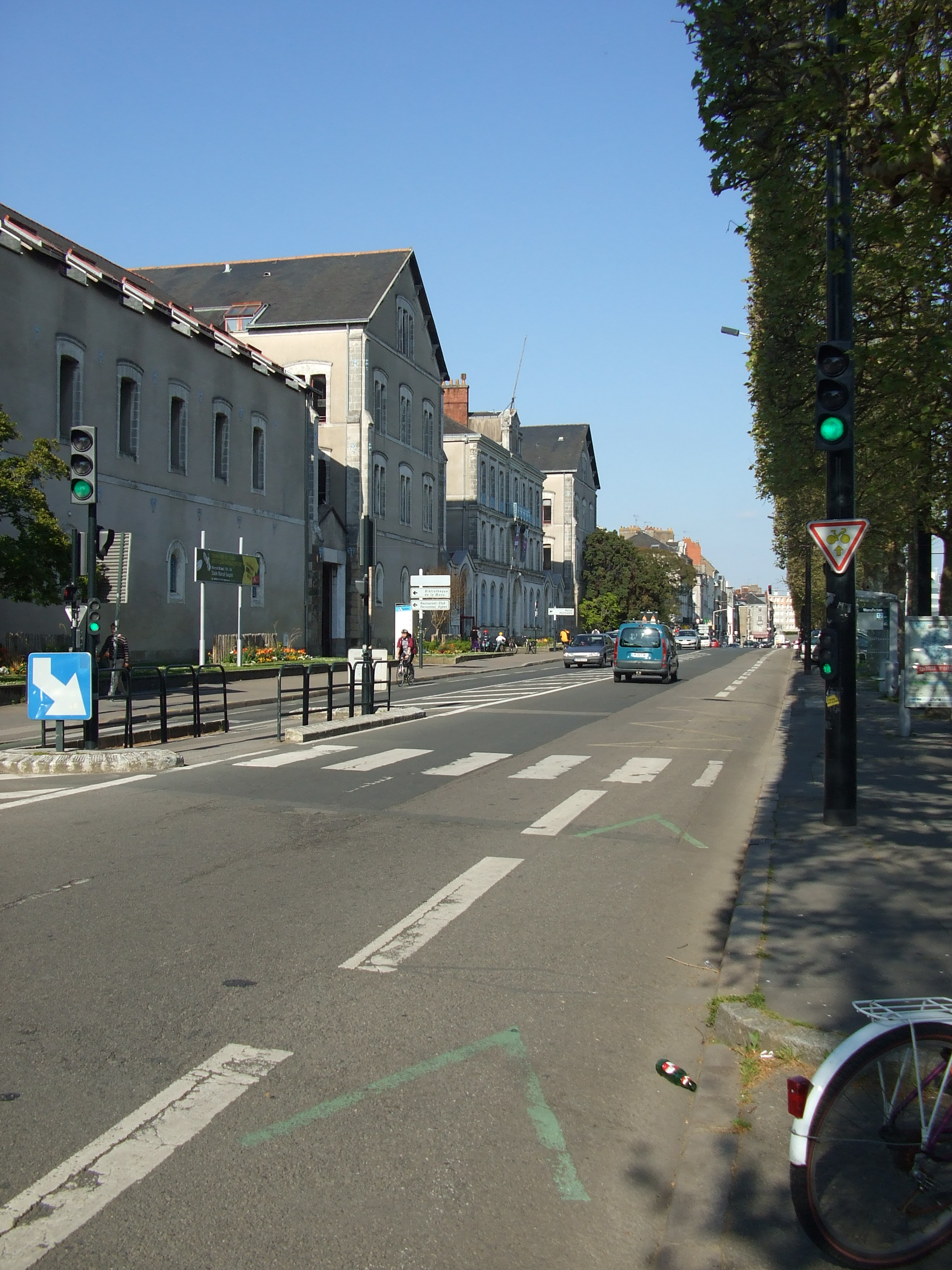
La manufacture des tabacs de Nantes, vue du boulevard de Stalingrad

Puis la municipalité envisage de relier l'extrémité est du boulevard à la route de Paris, afin d'améliorer la desserte de la gare, d'autant que dès 1857, le projet d'une manufacture des tabacs apparaît sur les plans. Le site est d'abord occupé par des bâtiments provisoires, avant la construction des locaux définitifs entre 1862 et 1865. Cette implantation d'une importante manufacture détache la voie de son rôle de « boulevard de la gare » ; elle est baptisée « boulevard de Sébastopol » le 31 décembre 1856. C'est pourtant la proximité de la gare qui a déterminé le choix de l'emplacement de la manufacture dans le quartier Richebourg.
Le plan de 1857 laisse apparaître l'aménagement du « chemin de grande communication no 68 » (nom porté alors par route de Sainte-Luce), dont la partie sud constitue l'actuel boulevard Ernest-Dalby. Le même plan laisse entrevoir le percement de la future rue de Coulmiers, mais la concrétisation de ce projet doit attendre 1870.
Par la suite, le boulevard s'urbanise fortement sur son côté nord. En 1876, il est décidé que la ligne de tramway empruntera le boulevard de la gare. En 1877, une école communale est construite le long du boulevard (actuelle « École élémentaire publique Stalingrad »,), à l'angle de la rue de Maryland. Elle est remaniée après 1895, selon les plans de l'architecte Alfred Marchand,. En 1899, le chemin de fer à voie métrique du Petit Anjou longe également le boulevard et y installe deux gares terminus : l'une (« Anjou-Voyageurs ») dédiée, comme son nom l'indique, au voyageurs, qui est située devant la gare d'Orléans ; l'autre consacrée au fret (« Anjou-Marchandises ») située devant la manufacture des tabacs.

### XXesiècle

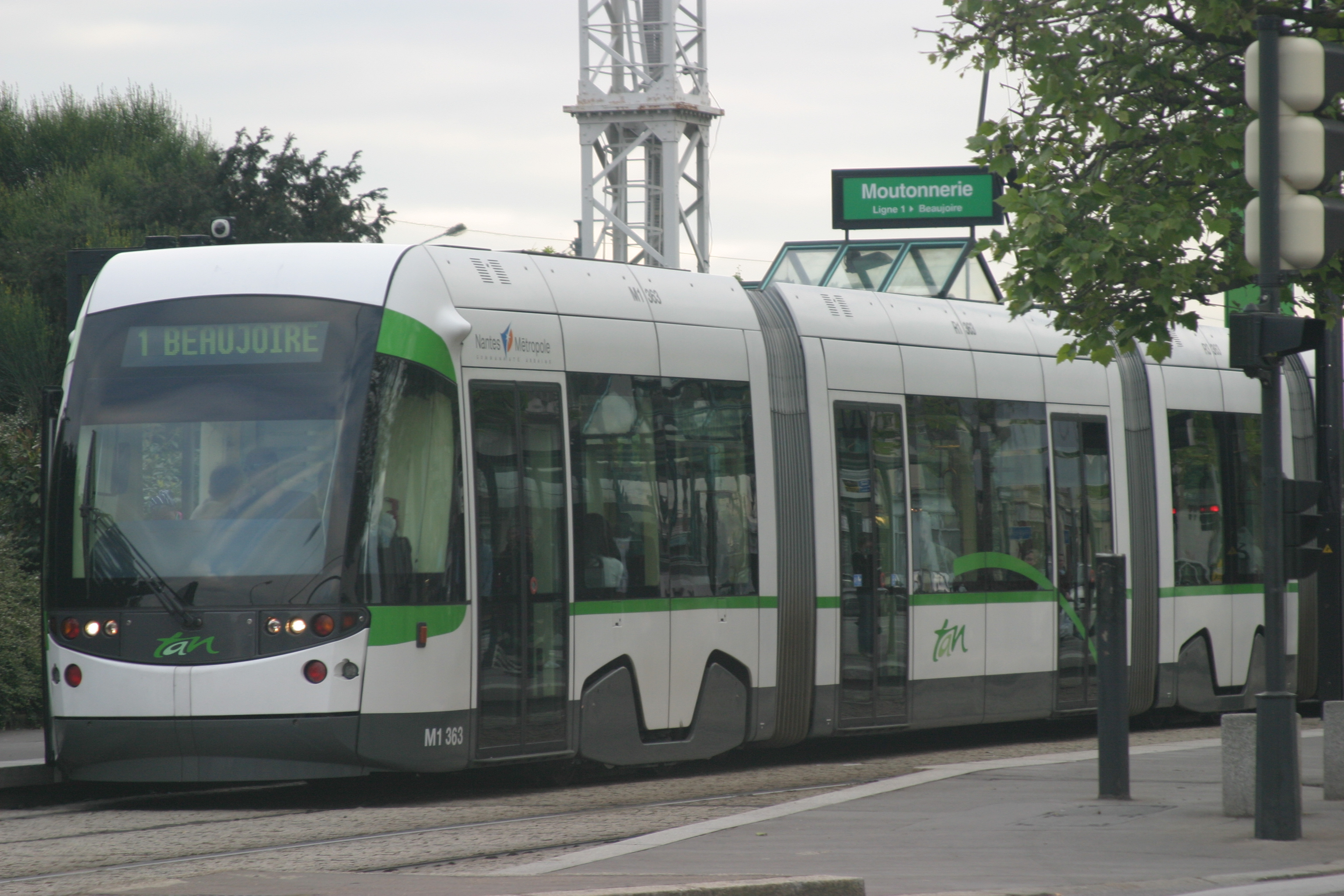
Arrêt du tramway Moutonnerie, à l'extrémité du boulevard de Stalingrad

Le 10 juillet 1908, après l'annexion de la commune de Doulon par celle de Nantes, le « boulevard Sébastopol » est prolongé, englobant le « boulevard de la Liberté » et le « boulevard de la Doulon », pour rejoindre le « boulevard extérieur » (actuel boulevard de Doulon). Mais, la nouvelle voie ainsi constituée étant jugée trop longue, elle est de nouveau scindée, le boulevard Sébastopol retrouve sa délimitation d'origine le 11 décembre 1908, l'autre portion devenant « boulevard National ».
Durant la Seconde Guerre mondiale, la gare d'Orléans est sévèrement endommagée par les bombardements de 1942. Après le conflit, il est jugé nécessaire de démolir les bâtiments. Dans la même période, en 1947, la ligne du Petit Anjou cesse sa desserte de Nantes. La « gare du Petit-Anjou » est désaffectée, puis louée, en 1948, au syndicat d'initiative régional. Le bâtiment est détruit lors de la construction d'une nouvelle gare SNCF.
Celle-ci commence à sortir de terre en 1965, et est construite un peu plus à l'est du site de l'ancien bâtiment, vers la place Charles-Le Roux (entrée sud du jardin des plantes). Elle est mise en service en 1968.
Au début des années 1970, afin de fluidifier la circulation vers le centre-ville via le boulevard de Stalingrad, entravée par l'afflux d'usagers de la gare, une voie souterraine est creusée devant l'entrée nord de celle-ci, permettant d'accéder directement au cours John-Kennedy. Elle est inaugurée le 28 avril 1973. L'espace situé au-dessus de ce souterrain, porte aujourd'hui le nom d'esplanade Pierre-Semard, formant ainsi un parvis de gare.
Depuis 1985, le côté sud du boulevard est occupé par la Ligne 1 du tramway, qui y compte trois stations : Gare Nord - Jardin des plantes (anciennement baptisé Gare SNCF jusqu'en 2018), Manufacture et Moutonnerie.

### XXIesiècle
Dans le cadre des travaux d'agrandissement de la gare SNCF et d'aménagement de ses abords, les contre-allées du boulevard se trouvant de part et d'autre de la trémie sont devenues piétonnières (celle situé au nord entre les rues Stanislas-Baudry et Frédéric-Cailliaud, ainsi que celle au sud longeant les bâtiments de la gare), à l'instar de l'esplanade Pierre-Semard.

## Voies secondaires

### Esplanade Pierre-Semard
Ce parvis situé devant l'entrée nord de la gare de Nantes, porte depuis 2003 le nom de Pierre Semard, cheminot syndicaliste et secrétaire général du Parti communiste français, fusillé par les Allemands en 1942.
Actuellement, cet espace constitue une zone d'accès de la gare, accueillant les différents modes de transport : piétons, deux-roues, transports urbains (station de tramway Gare Nord - Jardin des plantes). Dans le cadre du projet d'agrandissement de la gare de Nantes une réorganisation des espaces publics a été décidée, prévoyant la piétonnisation de l'esplanade qui sera dédiée exclusivement aux modes de déplacement doux et aux transports collectifs. Les travaux ont débuté en janvier 2018 interdisant progressivement l'accès de l'esplanade aux voitures particulières et taxis. Cet aménagement qui doit prendre fin en 2019 a été dévoilé à la presse le 15 mars 2017.

### Place Charles-Le Roux
Cette petite place piétonne et arborée est située au nord-est de l'esplanade Pierre-Semard et rend hommage au peintre paysagiste nantais Charles Le Roux depuis une délibération du conseil municipal du 2 mars 1931 (auparavant elle s'appelait « place du Jardin des Plantes »). L'extrémité est de la place a été dotée de l'une des seules colonnes Morris de la ville avant que celle-ci ne soit retirée. En août 2019, dans le cadre de la piétonnisation de l'esplanade Pierre-Semard et de la rue Écorchard, la place est entièrement repavée et l'entrée principale du Jardin des plantes est reculée de plusieurs mètres permettant de l'agrandir.

### Rue Écorchard
Cette artère qui relie le boulevard de Stalingrad à la rue Stanislas-Baudry par l'intermédiaire d'une placette triangulaire arborée située à son extrémité ouest, sépare le côté Sud-Est du Jardin des plantes de la place Charles-Le Roux à son extrémité est. Elle rend hommage depuis une délibération du conseil municipal du 2 et 3 octobre 1995, au re-fondateur du jardin, le médecin et botaniste Jean-Marie Écorchard.
Dans le cadre des travaux de piétonisation de l'esplanade Pierre-Semard, la rue Écorchard est devenu piétonne. Tandis que la placette située à son extrémité ouest a été presque intégralement intégrée au jardin des plantes permettant l'aménagement d'une nouvelle entrée.

### Rue de Maryland
Longeant l'école élémentaire publique Stalingrad à l'est, cette voie piétonne permet de rejoindre, d'une part, la rue d'Allonville par l'intermédiaire de l'allée du Bourg-Fumé, et d'autre part la rue de la Havane par l'intermédiaire de la cour Jules-Durand
En 1894-1895, une école pour filles, dont l'entrée est dans la rue de Maryland, est construite, attenante à l'école pour garçon dont l'entrée se situe boulevard Sébastopol. Cette nouvelle école reçoit les élèves en provenance de l'école Saint-Jean, qui était tenue par les Sœurs de Saint-Vincent-de-Paul. Peu après, l'ensemble du groupe scolaire est remodelé pour le transformé en « école primaire supérieure de la rue de Maryland ».

### Coordonnées des lieux mentionnés
1. ↑  École élémentaire publique Stalingrad : 47° 13′ 10″ N, 1° 32′ 16″ O
2. ↑  Esplanade Pierre-Semard : 47° 13′ 04″ N, 1° 32′ 33″ O
3. ↑  Place Charles-Le Roux : 47° 13′ 05″ N, 1° 32′ 32″ O
4. ↑  Rue Écorchard : 47° 13′ 06″ N, 1° 32′ 34″ O
5. ↑  Rue de Maryland : 47° 13′ 10″ N, 1° 32′ 14″ O